# Japanagromyza philippinensis
Japanagromyza philippinensis este o specie de muște din genul Japanagromyza, familia Agromyzidae, descrisă de Mitsuhiro Sasakawa în anul 1996. Conform Catalogue of Life specia Japanagromyza philippinensis nu are subspecii cunoscute.